# 利济医学堂旧址
利济医学堂旧址位于浙江省瑞安市玉海街道办事处公园路10号。利济医学堂创建于清光绪十一年（1885年），是陈虬、陈介石、陈葆善、何迪启等为推行改良维新主张所办的新式中医学堂。办学十几年，对中医事业的发展起过卓越作用。现存旧址是四合院型的中西混合建筑群，主楼面阔五间，西式构筑，其他皆中式木构筑，由门屋、厢房、主楼、中草药圃组成，现辟为利济医学堂博物馆。2006年5月25日，列入第六批全国重点文物保护单位。